# الاغوال (تعز)
الأغوال هي إحدى قرى الجمهورية اليمنية. وهي تتبع جغرافيًا لمحافظة تعز. وإداريًا لمديرية التعزية. يبلغ تعداد سكانها 1970 نسمة حسب الإحصاء الذي جرى عام 2004.